# Bad Colberg-Heldburg
Bad Colberg-Heldburg es una ciudad situada en el distrito de Hildburghausen, en el estado federado de Turingia (Alemania), a una altitud de 300 metros. Su población a finales de 2016 era de unos 2000 habitantes y su densidad poblacional, 40 hab/km².
Se encuentra ubicada a poca distancia al norte de la frontera con el estado de Baviera.